# Indotestudo elongata
Indotestudo elongata är en sköldpaddsart som beskrevs av  Edward Blyth 1854. Indotestudo elongata ingår i släktet Indotestudo och familjen landsköldpaddor. IUCN kategoriserar arten globalt som starkt hotad. Inga underarter finns listade i Catalogue of Life.
Arten förekommer på det sydostasiatiska fastlandet och på Malackahalvön.